# Aya Kamikawa
Aya Kamikawa (上川 あや Kamikawa Aya?, nacida el 25 de enero de 1968) es la primera persona transgénero en presentar una candidatura y conseguir salir elegida como funcionaria municipal en Japón. Fue elegida en abril de 2003. Kamikawa, entonces una escritora de 35 años, presentó sus papeles para solicitar la candidatura dejando un espacio en blanco para la casilla "sexo."
Ganó como independiente bajo una intensa atención mediática un mandato de cuatro años, al ser sexta de 72 candidatos que se presentaban para 52 escaños en la asamblea del barrio de Setagaya, el distrito más poblado de Tokio. A pesar de que el gobierno anunció que continuaría considerándola un hombre oficialmente,  ella declaró que  trabajaría como mujer. Su plataforma consiste en la mejora de los derechos de las mujeres, infancia, ancianos, discapacitados, y personas lesbianas, gais, bisexuales, y transexuales (LGBT).
En abril de 2007, fue reelegida para un segundo mandato, siendo segunda de 71 candidatos que se presentaban para 52 escaños en la asamblea del mismo barrio. Es la única funcionaria abiertamente transgénero oficial de Japón.